# Psilotrichum ochradenoides
Psilotrichum ochradenoides är en amarantväxtart som beskrevs av Emilio Chiovenda. Psilotrichum ochradenoides ingår i släktet Psilotrichum och familjen amarantväxter. Inga underarter finns listade i Catalogue of Life.